# آلوارو کولوم
آلوارو کولوم (انگلیسی: Álvaro Colom) زادهٔ ۱۵ ژوئن ۱۹۵۱ – درگذشتهٔ ۲۳ ژانویه ۲۰۲۳) یک سیاست‌مدار اهل گواتمالا بود.

## رئیس جمهور
او اولین رئیس‌جمهور دموکراتیک چپ میانهٔ گواتمالا بعد از پنج دهه حکومت‌های نظامی و غیر دموکراتیک بوده. آخرین رئیس‌جمهور چپ که با کودتایی آمریکایی کنار زده شد در سال ۱۹۵۴ خاکوبو آربنز بوده است. (به اسپانیایی: Jacobo Árbenz Guzmán).